# Tom Shadyac
Tom Shadyac (n. 11 decembrie 1958) este un regizor și producător american. Este cunoscut în special pentru comediile sale cu Jim Carrey: Ace Ventura: detectivu' lu' pește (1994), Mincinosul mincinoșilor (1997) și Bruce Almighty (2003). A mai regizat și The Nutty Profesor (1996, cu Eddie Murphy).

## Filmografie
| An   | Film                               | Regizor | Producător | Scenarist | Actor | Rol             | Note    |
| ---- | ---------------------------------- | ------- | ---------- | --------- | ----- | --------------- | ------- |
| 1984 | Magnum, P.I.                       |         |            |           | No    | Danny (Student) | TV Show |
| 1987 | Jocks                              |         |            |           | No    | Chris           |         |
| 1994 | Ace Ventura: detectivu' lu' pește  | No      |            | No        |       |                 |         |
| 1996 | The Nutty Professor                | No      |            | No        |       |                 |         |
| 1997 | Mincinosul mincinoșilor            | No      |            |           |       |                 |         |
| 1998 | Patch Adams, un doctor trăsnit     | No      |            |           |       |                 |         |
| 2000 | Profesorul Trăsnit și Clanul Klump |         | No         |           |       |                 |         |
| 2002 | Misterul Libelulei                 | No      |            |           |       |                 |         |
| 2003 | Dumnezeu pentru o zi               | No      | No         |           |       |                 |         |
| 2006 | Acceptat                           |         | No         |           |       |                 |         |
| 2007 | Vă declar soț și... soție?         |         | No         |           |       |                 |         |
| 2007 | Evan Atotputernicul                | No      | No         |           |       |                 |         |
| 2010 | Finding Kind                       |         | No         |           |       |                 |         |
| 2011 | Happy                              |         | No         |           |       |                 |         |
| 2011 | Eu sunt                            | No      |            | No        | No    | Rolul său       |         |
| 2012 | Full Scale                         |         |            |           | No    | Nate            |         |